# SAS 인스티튜트
SAS 인스티튜트(SAS Institute)는 미국 노스캐롤라이나의 소프트웨어 기업이다.

## 역사
노스캐롤라이나 주립대학 농업학부 프로젝트로 시작되었다. 1966년 안토니 제임스 바가 이끌다가 1967년 대학원생인 제임스 굿나잇이 참여하였고 1973년에는 존 쏠이 합류했다. 1970년대 초반까지는 토양이나 날씨, 종자가 농작물 수확량에 미치는 영향 분석을 위해 사용되었다.
1976년 고객 수는 100개에 이르렀으며, 처음으로 열린 SAS 사용자 컨퍼런스에는 300여명이 참석했다. 같은 해 7월 1일, 굿나잇, 바, 쏠과 다른 초기 기여자인 제인 헬윅은 SAS 인스티튜트를 설립했다.
1980년 노스캐롤라이나 캐리에 현재의 캠퍼스를 짓기 시작했으며, 직장 내 보육을 제공하였다. 1984년부터는 사내에 피트니스센터, 의료시설, 까페 등을 갖추며 일하기 좋은 직장으로 알려지기 시작했다.

## 제품
통계분석 패키지인 SAS, SAS 프로그래밍 언어, 통계분석 툴인 JMP가 있다.